# Combretum caffrum

Combretastatin A-4.

Combretum caffrum (Eckl. & Zeyh.) Kuntze es una especie de planta de la familia Combretaceae.

## Hábitat
Es un árbol nativo de Sudáfrica. 

## Propiedades
Un extracto de la corteza se utiliza como veneno por los guerreros zulús, también se utiliza como un tónico general y ahora se muestra prometedor para los tratamientos contra el cáncer.  Una variedad de anti-cáncer llamado combretastatin se encuentra dentro de la corteza del árbol, el más potente de las cuales es el combretastatin A-4. La combretastatina se une a la proteína tubulina que es esencial para la arquitectura del citoesqueleto, el transporte intercelular, la migración celular, la cicatrización de las heridas, huso mitótico y el desarrollo de la segregación cromosómica y la división celular. 

## Taxonomía
Combretum caffrum fue descrita por (Eckl. & Zeyh.) Kuntze y publicado en Revis. Gen. Pl. 3[3]: 87. 1898
Sinonimia
- Combretum salicifolium E.Mey. ex Hook.
- Dodonaea caffra Eckl. & Zeyh.
- Dodonaea conglomerata Eckl. & Zeyh.
- Dodonaea dubia Eckl. & Zeyh.[3]